# Кръстоносен делфин
Сив делфин пренасочва насам.  За вида G. griseus вижте Голям сив делфин.
Кръстоносен делфин още сив делфин (Lagenorhynchus cruciger) е вид бозайник от семейство Делфинови (Delphinidae). Видът не е застрашен от изчезване.

## Разпространение и местообитание
Разпространен е в Австралия, Антарктида, Аржентина, Нова Зеландия, Фолкландски острови, Френски южни и антарктически територии (Кергелен и Крозе), Чили, Южна Африка (Марион и Принц Едуард) и Южна Джорджия и Южни Сандвичеви острови.
Обитава крайбрежията на океани и морета в райони с умерен климат.

## Описание
Теглото им е около 110 kg.